# Danh sách trò chơi arcade
Đây là danh sách trò chơi điện tử điện tử được sắp xếp theo thứ tự bảng chữ cái theo tên. Nó không bao gồm các trò chơi PC hoặc console trừ khi chúng cũng được phát hành trong trò chơi arcade. Xem danh sách trò chơi điện tử để biết danh sách liên quan.
Danh sách này chứa 4779 tựa game.

### Tạp chí
- Game Informer
- GamePro
- GameRoom Magazine